# 10è districte de París
El 10è districte és un dels vint districtes de París, França. Es troba a la riba dreta del Sena. El 2021 tenia una població de 83,543 habitants. Té una àrea de 2,892 km² i conté dues de les sis principals estacions ferroviàries de París: la Gare du Nord i la Gare de l'Est. Construïdes al segle xix.
El 10è districte també inclou una part gran del Canal Saint-Martin, que uneix el Sena amb el nord-est de París.

## Demografia
El 10è districte va assolir la seva població màxima el 1881, quan tenia 159.809 habitants. El districte segueix tenint una gran concentració d'habitants i d'activitats comercials. Al cens del 2021, la població era de 83,543 habitants.

## Població històrica
| Any (dels censos francesos) | Població | Densitat (hab. per km²) |
| --------------------------- | -------- | ----------------------- |
| 1872                        | 135.392  | 46,848                  |
| 1881 (població màxima)      | 159.809  | 55,259                  |
| 1954                        | 129.179  | 44,699                  |
| 1962                        | 124.497  | 43,049                  |
| 1968                        | 113.372  | 39,202                  |
| 1975                        | 94.046   | 32,519                  |
| 1982                        | 86.970   | 30,073                  |
| 1990                        | 90.083   | 31,149                  |
| 1999                        | 89.612   | 30,986                  |
| 2021                        | 83 960   | 28,908                  |

## Barris
Cadascun dels vint districtes de París se subdivideix en quatre barris (quartiers). Aquests són els quatre barris del 10è districte:
- Quartier Saint-Vincent-de-Paul
- Quartier de la Porte-Saint-Denis
- Quartier de la Porte-Saint-Martin
- Quartier de l'Hôpital-Saint-Louis

## Llocs del 10è districte

### Llocs d'interès
- Canal Saint-Martin
- Gare de l'Est
- Gare du Nord
- Passage Brady
- Passage du Prado
- Porte Saint-Denis
- Porte Saint-Martin
- Església Saint-Vincent-de-Paul
- Eglise de Saint-Laurent

### Carrers i places

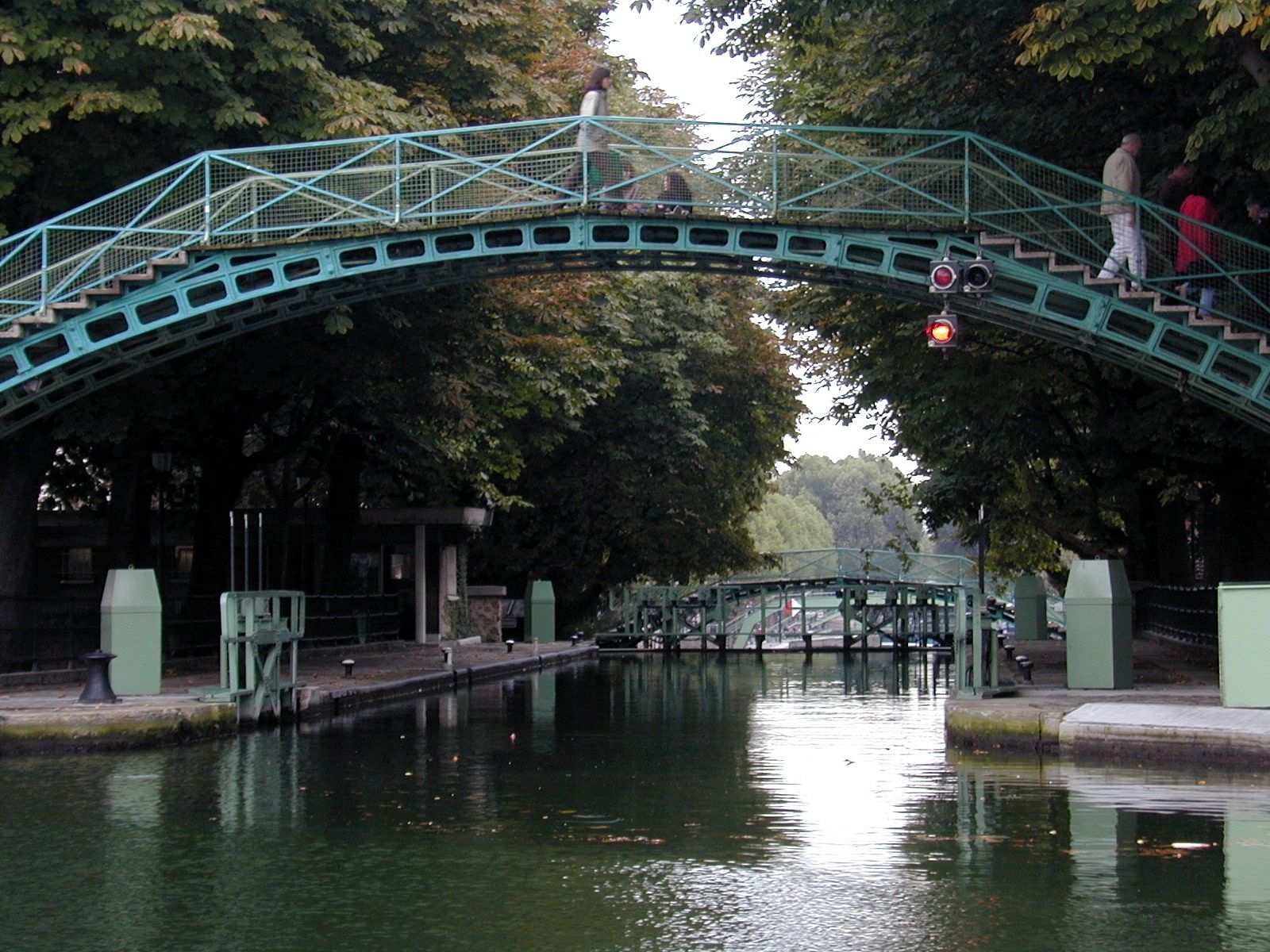
El canal Saint-Martin.

- Place de la République
- Boulevard de Magenta
- Boulevard de la Chapelle
- Rue du Faubourg-Poissonnière
- Place du Colonel-Fabien
- Boulevard de Strasbourg
- Rue du Faubourg-du-Temple
- Rue Claude-Vellefaux
- Rue des Petites Ecuries